# Mercury-Atlas 8
La missione Mercury-Atlas 8 (MA-8) fu un volo nello spazio nel corso del programma Mercury degli Stati Uniti d'America.

## L'equipaggio
Il 27 giugno 1962, cioè circa un mese dopo la missione Mercury-Atlas 7, la NASA diede l'annuncio ufficiale che l'astronauta Wally Schirra sarebbe stato incaricato della prossima missione del programma Mercury. Con sei orbite intorno alla Terra si voleva raddoppiare la durata del volo nei confronti delle precedenti missioni Mercury-Atlas 6 e Mercury-Atlas 7.
| Grado  | Astronauta    |
| ------ | ------------- |
| Pilota | Wally Schirra |

Gordon Cooper venne nominato come pilota di riserva per la missione.
| Grado  | Astronauta    |
| ------ | ------------- |
| Pilota | Gordon Cooper |

## Preparazione
All'atto dello sviluppo della capsula Mercury, la stessa non venne concepita per resistere ad un volo nello spazio di sei orbite terrestri. Pertanto diversi sistemi, come ad esempio la fornitura di energia elettrica o i serbatoi per l'ossigeno, dovettero essere riconcepiti ed adattati alle esigenze della missione.

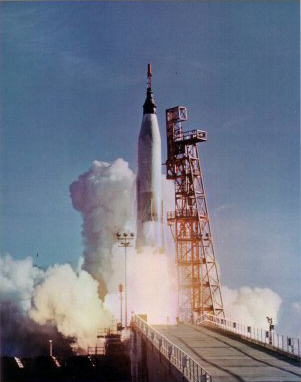
Il lancio, 3 ottobre 1962

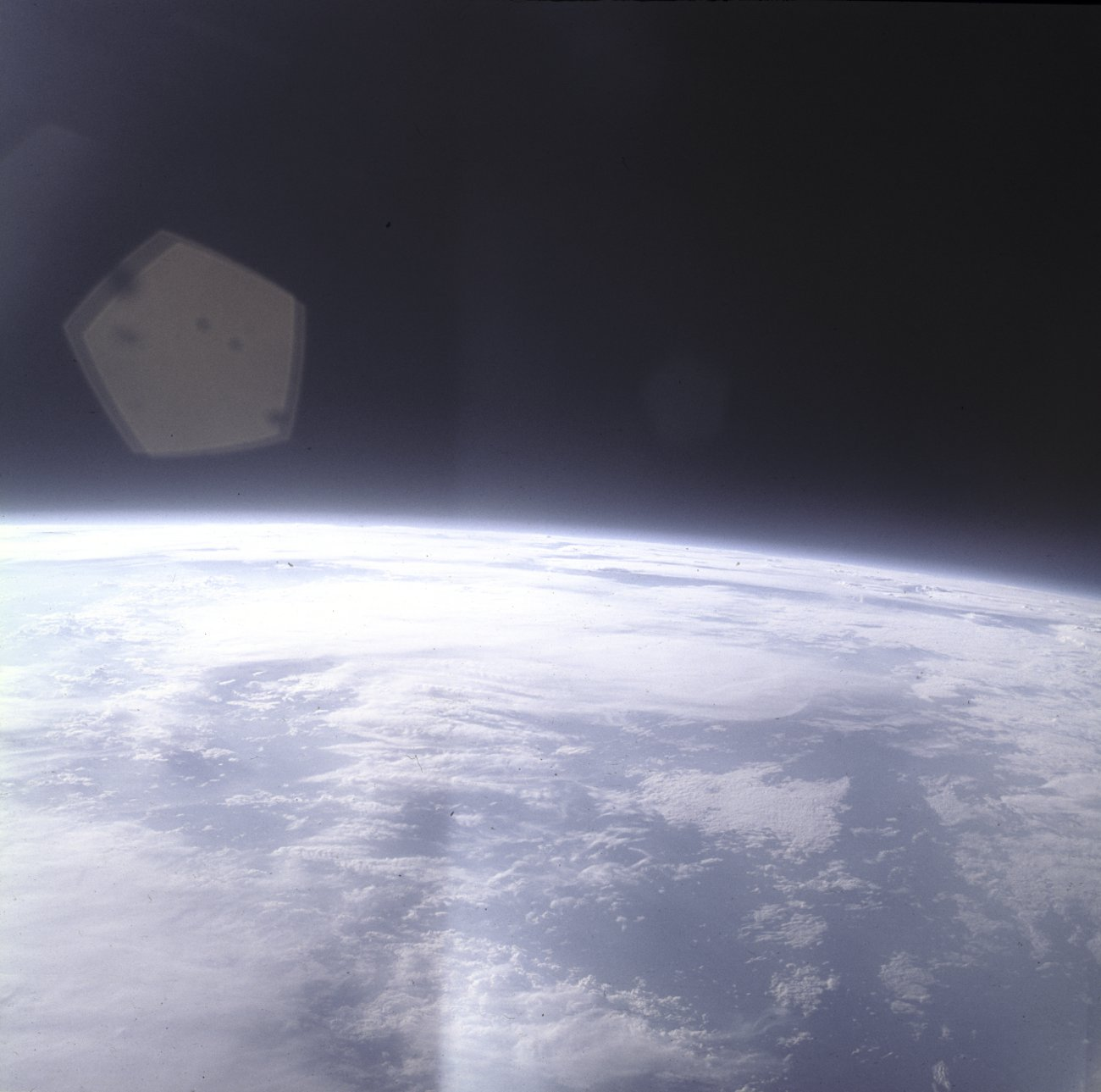
Il Sud America in un'immagine scattata del Schirra durante la sesta orbita intorno alla terra

Inoltre, siccome fu prevista la possibilità di interrompere la missione in qualsiasi momento mediante un atterraggio d'emergenza, gli equipaggi incaricati di un eventuale recupero dovettero essere notevolmente aumentati. 19 erano infatti le navi stazionate nell'Oceano Atlantico ed ulteriori 9 attendevano nelle acque dell'Oceano Pacifico. Queste flotte non solo furono attrezzate per il recupero, ma vennero incaricate della comunicazione via radio fungendo da ponti radio. Se la missione fosse stata programmata per sette orbite, la preparazione e l'impegno tecnico sarebbe stato notevolmente maggiore, tanto che venne deciso definitivamente di limitarsi a sei orbite. Inoltre cinque aerei dell'aeronautica militare vennero incaricati di girare nelle regioni che non potevano essere coperte dai centri di controllo tramite i sopradescritti ponti radio.
Dopo il volo del MA-7, l'astronauta Scott Carpenter, accusato di aver eseguito tutti gli esperimenti di volo in ritardo, insistette nel giustificarsi che ciò era principalmente dovuto al fatto che il piano di volo gli era stato consegnato troppo tardi ed inoltre modificato fino all'ultimo momento. Con un tale procedere era diventato impossibile immedesimarsi con gli esperimenti della missione. I responsabili reagirono a tali accuse ed il piano di volo per la missione MA-8 era completamente elaborato esattamente due mesi prima del lancio. Inoltre si rinunciò ad inserire o modificare sostanzialmente quanto elaborato.
La fase di collaudo della capsula Mercury con il numero di serie 16, consegnata a Cape Canaveral già il 16 gennaio 1962 durò molto più a lungo di quanto previsto, tanto che il lancio, precedentemente programmato per il mese di agosto, dovette essere spostato. Tale decisione fu comunque condizionata principalmente dal fatto che il razzo vettore del tipo Atlas, messo a disposizione dall'aeronautica militare americana, venne appena consegnato l'8 agosto ed ovviamente essere assemblato e sottoposto ai vari test di prelancio.
Schirra scelse il nome di Sigma 7 per la sua capsula. Nella matematica il segno Sigma indica il simbolo per la somma. Per Schirra, la capsula fu la somma - il risultato - del lavoro e di tutte le possibilità tecniche. Il numero 7 fu il simbolo per i sette astronauti del programma Mercury, in uso su tutte le capsule dopo il volo della Freedom 7 di Shepard. L’invenzione comunque non fu sua, dato che per Shepard il numero 7 stava esclusivamente ad indicare il numero di serie della capsula. Con la missione successiva, cioè con la Liberty Bell 7 di Gus Grissom fu introdotto il numero 7 quale simbolo dei sette astronauti.

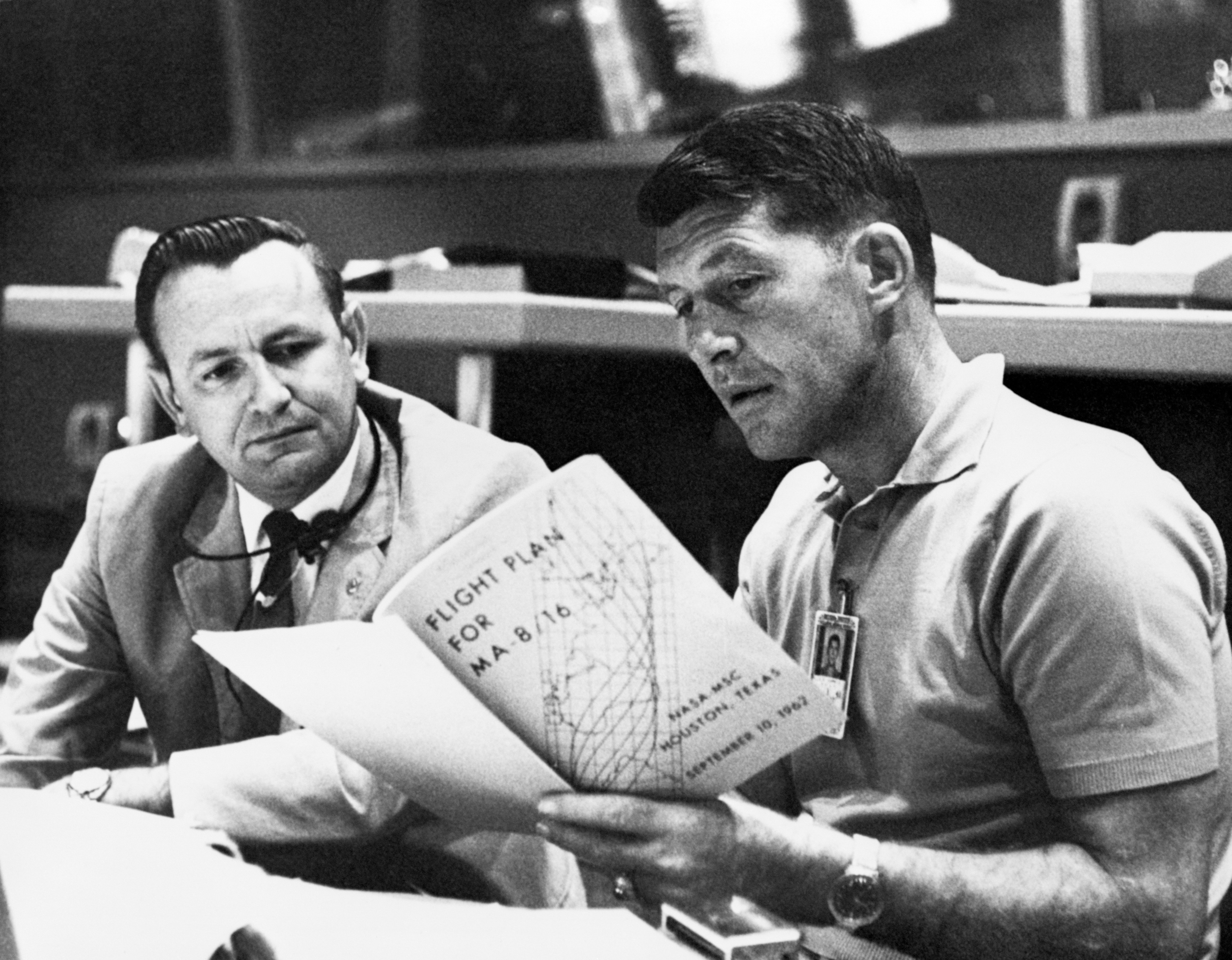
Schirra mentre discute dei piani di volo con Chris Kraft.

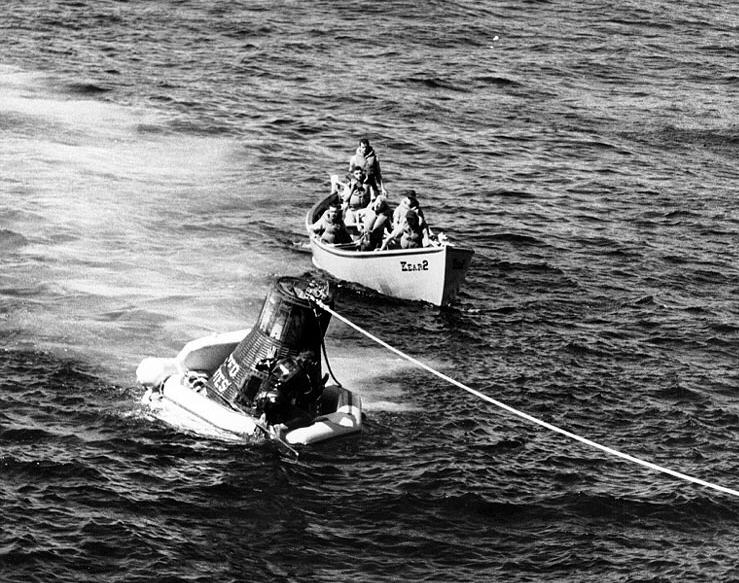
La Sigma 7 mentre viene rimorchiata dall'USS Kearsarge.

## La missione
Il razzo vettore Atlas con in punta la Sigma 7 venne lanciato il 3 ottobre 1962. Pochi secondi dopo lo stacco da terra, improvvisamente il razzo si girò su sé stesso, fatto che quasi obbligò all'immediata interruzione del lancio e della missione stessa. Il posizionamento del razzo comunque si stabilizzò quasi subito, tanto che non dovette essere azionata la torre di salvataggio.
Dopo soli cinque minuti Sigma 7 aveva già raggiunto la traiettoria d'orbita intorno alla Terra, raggiungendo un apogeo di 283 chilometri, cioè notevolmente maggiore delle precedenti missioni del programma Mercury. Solo il primo volo nello spazio in assoluto, cioè Vostok 1, aveva raggiunto un'altezza maggiore. Inoltre, raggiungendo ben 7850 metri al secondo, Sigma 7 aveva realizzato un nuovo record di velocità.
Schirra eseguì più manovre di pilotaggio della Sigma 7, sia sulla parte diurna che sulla parte notturna della Terra. La maggior parte del volo comunque la capsula venne tenuta in posizione mediante l'aiuto dell'autopilota volando senza manovrarla, in particolar modo per risparmiare del carburante.
Durante questo volo venne inoltre eseguita la prima diretta televisiva direttamente dallo spazio, che durò comunque solo pochi minuti. I segnali televisivi vennero trasmessi da uno dei primi satelliti per la TV, il Telstar 1.
L'atterraggio riuscì con notevole precisione in confronto alle precedenti missioni del programma Mercury. Infatti Sigma 7 atterrò a soli 9000 metri dalla nave di recupero, la portaerei USS Kearsage. Fu la prima volta che una capsula spaziale con equipaggio atterrò nelle acque dell'Oceano Pacifico.

## Importanza per il programma Mercury
Schirra fu in grado di pilotare la capsula spaziale in una maniera precisissima e particolarmente idonea per risparmiare energia e carburante. Inoltre non intercorsero particolari problemi o errori, tanto che la NASA dichiarò alla fine della missione che il volo di Sigma 7 era stato "un volo nello spazio da manuale". Con tale definizione entrò negli annuali della storia della NASA. Grazie alla professionalità dimostrata, Schirra ritornerà nello spazio con le missioni di Gemini 6 ed Apollo 7 diventando così l'unico astronauta americano a partecipare attivamente a tutti i tre programmi: Mercury, Gemini ed Apollo.
Anche se il volo di Sigma 7 dal punto di vista tecnico fu un pieno successo e significò un passo in avanti nei confronti della missione Mercury-Atlas 7, fu comunque evidente che gli Stati Uniti d'America erano comunque in ritardo nei confronti dell'Unione Sovietica per quanto riguardava la corsa nello spazio. Infatti con i lanci di Vostok 3 e Vostok 4 gli sovietici avevano dimostrato in maniera impressionante di essere in grado di lanciare due razzi nello stretto termine di 24 ore. Per quanto riguardava la durata dei voli, l'Unione Sovietica conduceva notevolmente avendo raggiunto quasi 4 giorni interi contro le 9 ore della missione di Schirra. La successiva, nonché ultima, missione in programma per il Mercury venne pertanto concepita per durare una giornata intera onde ridurre il vantaggio dei sovietici.

## Altri dati
- Accelerazione raggiunta: 8,1 g (79 m/s²)